# Ольшанское (Николаевская область)
Ольша́нское (укр. Ольшанське) — посёлок в Николаевской области Украины.

## Географическое положение
Ольшанское находится на правом берегу реки Южный Буг, в 7 км от железнодорожной станции Ясная Заря и на расстоянии 28 км от областного центра.

## История
Населённый пункт основан в сентябре 1957 года и назван в честь Героя Советского Союза старшего лейтенанта Константина Фёдоровича Ольшанского — командира роты автоматчиков, командира десанта из 68 человек, который высадился в порту Николаева в 1944 году и вёл бой свыше двух суток, отразив 18 атак и уничтожив более 700 гитлеровцев.
В 1968 году Ольшанское стало посёлком городского типа.
По состоянию на начало 1974 года, здесь действовали цементный и гидролизно-дрожжевой заводы, в каменном карьере осуществлялась добыча камня.
В 1981 году население Ольшанского составляло 5,3 тыс. человек, здесь действовали цементный завод, завод железобетонных изделий, завод строительных материалов (к которому относился каменный карьер), межколхозный гидролизно-дрожжевой завод, общеобразовательная школа, музыкальная школа, больница и библиотека.
В январе 1989 года численность населения составляла 4399 человек.
В мае 1995 года Кабинет министров Украины утвердил решение о приватизации находившихся в посёлке цементного завода и АТП-14865.
В мае 2012 года на сессии Николаевского районного совета было утверждено решение о демонтаже Ольшанской общеобразовательной школы с сооружениями и ограждениями, и в 2012 - 2013 гг. здания школы и школьные сооружения (мастерская, гараж и тир) были разобраны.
По состоянию на 1 января 2013 года численность населения составляла 3731 человек.

## Современное состояние
Крупнейшим предприятием является цементный завод, владельцем более 90 % акций которого с 2000 года является немецкая корпорация "Dyckerhoff". Также здесь находится Ольшанская исправительная колония № 53.
В районе пгт. Ольшанское находится полигон учебного центра в/ч 3039 МВД Украины.

## Памятники и достопримечательности
Возле поселкового совета установлены памятник К. Ф. Ольшанскому и памятник чернобыльцам.